# رابرت اچ. کربتری
رابرت هاوارد کربتری (FRS)(به انگلیسی: Robert H. Crabtree)(زاده ۱۷ آوریل ۱۹۴۸) شیمیدان بریتانیایی-آمریکایی است. کربتری به ویژه برای کار خود در مورد «کاتالیست کربتری» برای هیدروژناسیون و کتاب درسی او در زمینه شیمی آلی فلزی شناخته شده‌است.

## تحصیلات
رابرت هاوارد کربتری دانش‌آموخته کالج برایتون (۱۹۵۹–۱۹۶۶) است و لیسانس خود را از دانشگاه آکسفورد اخذ کرد، جایی که در سال ۱۹۷۰ در نیو کالج آکسفورد دانشجو بود و زیر نظر مالکوم گرین تحصیل کرد. او دکترای خود را در سال ۱۹۷۳ از دانشگاه ساسکس زیر نظر جوزف چات دریافت کرد.

## حرفه
پس از دکترا، او با هیو فلکین در مؤسسه شیمی مواد طبیعی در ژیف سور ایوت، در نزدیکی پاریس، پژوهشگر پسادکتری بود. در سال ۱۹۷۷، کرابتری در رشته شیمی معدنی در دانشگاه ییل استادیاری گرفت. وی از سال ۱۹۸۲ تا ۱۹۸۵ به عنوان دانشیار و از سال ۱۹۸۵ تا ۲۰۲۱ به عنوان استاد تمام خدمت کرد. او اکنون به عنوان استاد بازنشسته شیمی فعالیت می کند.

### سمت‌های تحریریه و آثار منتشر شده
- شیمی آلی فلزی فلزات واسطه (۷ ویرایش) (ISBN 978-1-119-46588-1)
- دائرةالمعارف شیمی معدنی (۱۹۹۲–۱۹۹۴)
- دستیار سردبیر مجله New Journal of Chemistry" (۱۹۹۸-۲۰۰۳)"
- سردبیر مجله "Comprehensive Organometallic Chemistry III" (۲۰۰۴–تاکنون)
- سردبیر دائرةالمعارف شیمی معدنی (۲۰۰۴–تاکنون)
- عضو هیئت ویراستاران منطقه ای علوم (۲۰۰۶–اکنون)
- شیمی فلزات واسطه (۲۰۰۹)
- هندبوک شیمی سبز – کاتالیز سبز (۲۰۰۹) (همکار)